# Limay Mahuida
Limay Mahuida è una città dell'Argentina, capoluogo dell'omonimo dipartimento nella provincia di La Pampa.